# عشبية حليزنية فرايزنغية
عشبية حليزنية فرايزنغية (الاسم العلمي: Herbaspirillum frisingense) هي نوع من البكتيريا، سلبية الغرام، تتبع جنس عشبية حليزنية.